# Red Headed Stranger

Capa do álbum

Red Headed Stranger é um álbum de estúdio de Willie Nelson, lançado em 1975. Este álbum está na lista dos 200 álbuns definitivos no Rock and Roll Hall of Fame.